# Меджибож
Меджи́бож (Межи́бож, Меджи́буж, Межи́бужье) (укр. Меджибіж, пол. Międzybuż, Międzyboż, Międzybóż) — посёлок на Украине, в
Хмельницком районе (до реформы 2020 года в Летичевском районе) Хмельницкой области.
Посёлок расположен при впадении реки Бужок в Южный Буг, за 20 км от железнодорожной станции Деражня на линии Гречаны — Жмеринка-Подольская.

## История
Поселение основано в XII веке, впервые упоминается в Ипатьевской летописи под 1146 годом.
Частично сохранились остатки городища XI—XIII веков, свидетельствующие, что Меджибож был хорошо укреплённым приграничным пунктом.
В начале XIII в. Меджибож был присоединён к Владимирско-Галицкому княжеству, но в 1229 г. опять стал самостоятельным уделом. Входил в Галицко-Волынское княжество.
В 1241 году был захвачен татаро-монголами. Для защиты от врагов возвели стены, выкопали рвы.
В 1331 году захвачен литовским князем Ольгердом, который отдал его своим племянникам Кориатовичам, которые и построили здесь знаменитый замок, что находится на полуострове между реками Бугом и Бужком.
Укреплённый на протяжении XVI—XVII веков, замок не отваживался брать приступом даже Крымский хан, когда в 1615 году ходил походом на Подолье.
Магдебургское право с 1593 года.
В 1740—1760 годах здесь жил основатель хасидского движения Исраэль Бааль Шем Тов, поэтому город считается родиной хасидского движения в иудаизме.
В 1793 году Меджибож вошёл в состав Российской империи и стал местечком Летичевского уезда Подольской губернии.
В период с 1874 года по 1914 год недалеко находился летний лагерный сбор Киевского военного округа. В 1912 году местная мещанская верхушка подала Министерству внутренних дел прошение о переименовании местечка Меджибожа в город Бородино — впрочем, в 1915 году решением мещанского схода от данного намерения отказалась, и переименование не состоялось.
С 1924 года — посёлок городского типа.
В ходе Великой Отечественной войны с 8 июля 1941 года до 24 марта 1944 года посёлок был оккупирован немецкими войсками.
В январе 1989 года численность населения составляла 1965 человек.
По состоянию на 1 января 2013 года население составляло 1480 человек.

### Холокост в Меджибоже
Для немецких властей Меджибож был важен из-за своего положения: по городу проходила дорога, идущая в Проскуров (ныне Хмельницкий) и Винницу, которую оккупационные власти планировали превратить в автобан. В Виннице находился бункер «Вервольф», бывший ставкой Гитлера на советской территории.
Красная армия отступила из города 8 июля 1941 года. Немцами были до основания разрушены дом учения Баал-Шем-Това и еврейское кладбище. Евреи Меджибожа и Летичева были согнаны в гетто, откуда Организация Тодта получала рабскую силу для постройки дороги. Это строительство отложило уничтожение еврейского населения: евреи соседних поселений были убиты айнзацгруппами почти сразу после того, как германские войска вступали туда. После окончания строительства в 1942 году в промежутке между 21 августа и 31 октября прошли три массовые казни, во время которых все евреи города были убиты. По советским данным, число жертв Холокоста, захороненных в оврагах к западу от Меджибожа, составляет 2558 человек.
- Памятник евреям Меджибожа
- Еврейская школа
- Старое еврейское кладбище
- Синагога

## Достопримечательности
- Меджибожский замок XIV—XVI веков.
- Дворец XVI века на территории замка.
- Руины Троицкого костёла (1632 г.).
- Исторический музей. На его стене находится мемориальная доска о посещении Тарасом Шевченко Меджибожа в 1846 году.
- Старинное еврейское кладбище.

## Палеолит
- Меджибож[укр.] — раннепалеолитическая стоянка возрастом 0,38—1 млн лет[8][9][10][11][12][13]. Среди мелких и средних млекопитающих в Меджибожа 1 представлены Marmota sp.; Trogontherium cuvieri; Trogontherium cf. minus; Micromys sp., Clethrionomys glareolus; Arvicola mosbachensis; Microtus agrestis; Microtus nivaloides; Microtus arvalidens. Технико-типологические особенности материала 1 горизонта Меджибожа А укладываются в рамки Mode I (олдованской), присущего галечным индустриям начального этапа становления первобытной культуры. Наиболее молодые комплексы, несмотря на свой сравнительно поздний возраст (порядка 400 тыс. л. н.)[14]. В Меджибож 1 и Меджибож А свидетельства пребывания человека (каменные изделия, кости с признаками модификации, предполагаемые очаги) охватывают значительный хронологический интервал: от 0,4 млн до, предположительно, 1,2 млн лет назад. В Меджибож 1 верхний нижнепалеолитический слой коррелирует с межледниковьем гольштейн-лихвин (морская изотопная стадия 11 (MIS 11)). В Меджибож 1 слои 13—16 относятся к периоду 200—600 тыс. лет назад. Меджибожу 1 по составу фауны аналогичны западноевропейские стоянки Терра Амата и Кани Л’Эпинет, датирующиеся в пределах ~300—400 тыс. лет назад. Возраст седиментов нижнего аллювиального цикла термолюминисцентным методом датируется возрастом 390±30 тыс. лет назад, что соотносится с возрастом стоянки, определённым по морфологии зубов мелких грызунов. В Меджибож А археологические артефакты обнаружены в отложениях завадовского (МIS 11), лубенского (МIS 13-15), мартоношского (МIS 17-19) и широкинского (МIS 21-35) этапов. Образец AT29 из слоя 1 Меджибожа A методом электронного спинового резонанса датируется возрастом не менее 379 тыс. лет назад (LU). AT41 из слоя 16a Меджибожа 1 — 373,2±16,6 тыс. лет назад, AT44 — 399,0±11,4 тыс. лет назад, что коррелирует с MIS 11, AT45 — 398±17 тыс. лет назад, что коррелирует с MIS 11. Свидетельствами использования огня людьми в Меджибоже А являются очаги в верхних её слоях — одни из самых древних, обнаруженных в Восточной Европе. Время функционирования верхних слоев Меджибожа 1 (слой 16а) и Меджибожа А (слой 1) относится к интервалу 380—400 тыс. лет назад[15].

## Галерея
|                  |         |                    |                     |                      |
| Церковь XVI века | Часовня | Меджибожский замок | Замковые укрепления | Николаевская церковь |

## Известные люди
В Меджибоже родились:
- Кваша, Гершко Иосифович — российский журналист, математик и переводчик.
- Нестеровский, Никифор Авраамович — полковник Русской армии, комбриг Красной Армии.
- Гизис, Николай Лазаревич — полный кавалер Ордена Славы.
- Гроза, Сильвестр Венжик — польский писатель.
- Зоська Верас — белорусская советская поэтесса и художница.
- Бринд, Абрам Исаакович (1896—1979) — советский дерматовенеролог[16].
- Ми́ха Йо́сеф Берди́чевский (1865, Меджибож — 1921, Берлин) — еврейский писатель, писавший на иврите, идише и немецком языке, мыслитель.